# 北海艺术设计学院
北海艺术设计学院，简称北艺，是中华人民共和国的一所全日制本科民办普通高等学校，位于广西壮族自治区北海市银海区。
2000年，北京工艺美术学校广西分校成立。2003年，升格为为北海艺术设计职业学院。2014年，升格为北海艺术设计学院。